# Golden City
Golden City és una població dels els Estats Units a l'estat de Missouri. Segons el cens del 2000 tenia 884 habitants.

## Demografia
Segons el cens del 2000, Golden City tenia 884 habitants, 369 habitatges, i 225 famílies. La densitat de població era de 331,4 habitants per km².
Dels 369 habitatges en un 29,5% hi vivien nens de menys de 18 anys, en un 47,4% hi vivien parelles casades, en un 10% dones solteres, i en un 38,8% no eren unitats familiars. En el 33,6% dels habitatges hi vivien persones soles el 16% de les quals corresponia a persones de 65 anys o més que vivien soles. El nombre mitjà de persones vivint en cada habitatge era de 2,37 i el nombre mitjà de persones que vivien en cada família era de 3,08.
Per edats la població es repartia de la següent manera: un 26,5% tenia menys de 18 anys, un 8,1% entre 18 i 24, un 27% entre 25 i 44, un 20% de 45 a 60 i un 18,3% 65 anys o més.
L'edat mediana era de 37 anys. Per cada 100 dones de 18 o més anys hi havia 90,1 homes.
La renda mediana per habitatge era de 21.793 $ i la renda mediana per família de 25.347 $. Els homes tenien una renda mediana de 21.875 $ mentre que les dones 16.875 $. La renda per capita de la població era d'11.192 $. Entorn del 14,6% de les famílies i el 23,2% de la població estaven per davall del llindar de pobresa.

## Poblacions més properes
El següent diagrama mostra les poblacions més properes.